# Kattemeuterbos
Kattemeuterbos är en skog i Belgien.   Den ligger i regionen Flandern, i den centrala delen av landet, 14 km norr om huvudstaden Bryssel.
Trakten runt Kattemeuterbos består till största delen av jordbruksmark. Runt Kattemeuterbos är det mycket tätbefolkat, med 1 361 invånare per kvadratkilometer.